# Ridderschap (instituut)
De Ridderschap was in de Republiek der Verenigde Nederlanden het college waarin de edelen van een gewest verenigd waren. De zeven gewestelijke ridderschappen werden in 1795 (Franse bezetting van de Nederlanden) opgeheven, maar koning Willem I stelde ze in 1814 opnieuw in als openbaar lichaam. Deze werden in 1850 bij het in werking treden van de door Thorbecke opgestelde provinciewet opgeheven. Een aantal ridderschappen is echter als particuliere organisatie blijven bestaan. Een ridderschap moet niet worden verward met een ridderorde.

## Betekenis
In de Republiek der Verenigde Nederlanden kenden alle zeven gewesten een eigen ridderschap. Het lidmaatschap van een of meerdere van deze ridderschappen was voor edellieden een prestigieuze zaak. Men moest uiteraard van adel zijn maar ook grondbezit, met name het bezit van een riddermatig goed zoals een borg, ridderhofstad of havezate was voldoende voorwaarde voor lidmaatschap.
In de Staten bracht de ridderschap "de eerste stem" uit. Dat betekende dat in bijvoorbeeld de Staten van Holland de edelen bij monde van hun voorzitter, de landsadvocaat, tevens raadpensionaris, één enkele stem uitbrachten terwijl de 18 Hollandse steden ieder ook één stem hadden.
In Friesland bracht de ridderschap geen stem uit terwijl de elf steden en dertig grietenijen wel stemgerechtigd waren. Het bezit van een state of stins bracht hier dan ook geen lidmaatschap van een ridderschap.
Tijdens de Republiek moesten leden van de ridderschap de gereformeerde religie belijden. katholieke en doopsgezinde edelen werden uitgesloten van alle openbare functies. Aan een vrouw met een rol in het bestuur werd nog niet gedacht.
De ridderschappen hebben tot 1795 in deze vorm bestaan. De Bataafse republiek maakte, geïnspireerd als zij was door de gelijkheidsbeginselen van de Franse Revolutie, een einde aan de voorrechten van de adel. Tegen die tijd waren de ridderschappen - waarin door het ontbreken van een landsheer die ingezetenen in de adelstand verhief en concentratie van steeds meer ridderhofsteden in dezelfde hand, steeds minder edelen zitting hadden - vrijwel uitgestorven.
De patriot Joan Derk van der Capellen tot den Pol wilde in de late 18e eeuw ook een stem in de ridderschap van Gelderland verwerven door een stemgevende havezate, Appeltern, met stem en al in een huurkoop van een tante over te nemen. In tegenstelling tot de stadhouder Willem V erkenden de Staten een dergelijke aanspraak niet.
Rijke burgers die een nieuwe borg met gracht lieten aanleggen visten eveneens achter het net. De edelen wilden hun ridderschappen exclusief houden. Echter het bezit van grond waarop ooit een ridderhofstede stond, gaf soms wel degelijk recht op lidmaatschap van de ridderschap.

## De ridderschappen en de admiraliteitscolleges
De Staten-Generaal benoemden in de vijf admiraliteitscolleges stemgerechtigde leden. Ook voor die - zeer lucratieve - functies kwamen de leden van de ridderschappen in aanmerking. Er was voor de admiraliteiten een strikte verdeling overeengekomen. Men nam bij toerbeurt een post op zich.
Dit is de door de regenten overeengekomen verdeling van posten - en geld - in het Admiraliteitscollege van Amsterdam.
- Gelderland vaardigde vanaf 1705 beurtelings leden namens ridderschap en steden voor de duur van drie jaar af. Voor 1705 was de benoeming voor het leven.
- Holland vaardigde leden namens de ridderschap (vanaf 1601), Haarlem (vanaf 1606), Leiden, Amsterdam, Gouda, Schiedam (tot 1601 en daarna niet meer), en Edam af. De ridderschap heeft dus in 1601 de post van Schiedam overgenomen.
- Zeeland zond gecommitteerden voor het leven. Er was immers geen ridderschap.
- Utrecht kende gecommitteerden namens de steden. De ridderschap kwam er niet aan te pas.
- Overijssel zond beurtelings gecommitteerden van de Ridderschap van Overijssel, de drie plattelandskwartieren en de drie steden in de volgorde Salland, Deventer, Twente, Kampen, Vollenhove en Zwolle ter vergadering van de Amsterdamse admiraliteit.
- Groningen verdeelde zijn gecommitteerden bij toerbeurt over de 'onderkwartieren' van de Ommelanden.
- Drenthe was niet vertegenwoordigd.

Voor de vier andere admiraliteiten bestonden soortgelijke, door de Staten Generaal goedgekeurde, regelingen. Een dergelijke verdeling was typisch voor de regentenrepubliek waarin een gesloten groep families alle overheidsfuncties, van de hoogste colleges tot stovenzetter in de Nieuwe Kerk, had verdeeld. Bij de lagere functies liet men een plaatsvervanger het werk doen voor een fooi.

## Republiek der Verenigde Nederlanden

### Drenthe
De Drentse ridderschap bestaat sinds de 15e eeuw. In 1425 is voor het eerst sprake in overgeleverde documenten sprake van de 'ridderscap uyt Drenthe', waarmee de gehele Drentse adel werd aangeduid. In de loop der eeuw ontwikkelde deze ridderschap zich tot een bisschoppelijk adviesorgaan. De bisschop van Utrecht, of zijn plaatsvervanger de drost, hoorde de heren over beleid, wetgeving en belastingheffing. Men bezat geen erfelijke zetel in de ridderschap; het was geheel en al aan de landsheer om zijn adviseurs te kiezen. Het college bestond uit die edelen die persoonlijk door de bisschop voor een landdag opgeroepen werden. Steeds meer vormde de ridderschap daar een factie of lichaam dat tegenover de niet-edele eigenerfden stond.
De vergaderingen van ridderschap en eigenerfden heetten ook wel landdag. Tijdens de landdagen had de ridderschap een stem, de eigenerfden twee stemmen. De door de landsheer benoemde drost was de voorzitter van de vergadering. Het dagelijks bestuur lag bij het college van drost en gedeputeerden.
In Drenthe bracht de ridderschap na 1580 drie stemmen uit tegen de eigenerfden zes.
In 1603 wordt de ontwikkeling van een Drentse regering en standenvergadering voltooid door de totstandkoming van de Staten van Drenthe in de vorm waarin zij tot 1795 zal vergaderen. Deze Staten bestonden uit ridderschap met drie stemmen en eigenerfden met zes stemmen.
In 1617 werden de voorwaarden voor de toelating tot de ridderschap vastgelegd. Wettige en adellijke geboorte, gereformeerde religie en het bezit van een havezate waren voor admissie in de ridderschap vereist. Als havezate werd beschouwd een adellijk huis, waarvoor eerder edelen tot de ridderschap waren geadmitteerd. Deze cirkelredenering leidde tot processen en verwikkelingen.
In 1698 werden de achttien havezaten definitief en limitatief opgesomd. Het aan de havezate verbonden recht kon desondanks aan een ander pand gehecht kon worden. Slechts een klein deel van de toch al niet talrijke Drentse edelen was in de ridderschap vertegenwoordigd, want het kwam nooit voor dat alle achttien havezaten in handen van achttien volwassen gereformeerde en in Drenthe woonachtige edelen waren. Het aantal leden van de ridderschap schommelde tot 1795 tussen de vier en twaalf.

### Friesland
Friesland bezat geen ridderschap. In Friesland werd de gedachte aan adeldom die recht gaf op invloed in het landsbestuur onverenigbaar geacht met de "Friesche vrijheid". Het gewest kende ook geen herendiensten. Dat de edellieden die allen tot de oeradel behoorden toch een grote invloed op het bestuur hadden, dankten zij aan hun grondbezit. Het kiesrecht was op grondbezit gebaseerd en men kreeg voor iedere are grond een stem. Zo konden de edelen veel stemmen verzamelen. Zij lieten zich tot grietman van een van de dertig grietenijen kiezen en namen in die hoedanigheid zitting in de Staten van Friesland. De steden bezaten elf stemmen.

### Gelderland
Gelre en Gelderland zijn een lappendeken van feodale gebieden en territoria geweest. Zo waren er tot aan de regering van keizer Karel V vier kwartieren met de Ridderschap van Veluwe, de Ridderschap van Nijmegen, de Ridderschap van Roermond en de Ridderschap van Zutphen. De Gelderse baanderheren die het derde lid van de Statenvergadering waren, vormden een eigen college. In Gelderland beschikte de ridderschap na 1584 over één lid met één stem in de Statenvergadering.
In het graafschap Zutphen was het lidmaatschap van de ridderschap verbonden aan het bezit van een havezate of riddermatig goed. Een stemgevende havezate moest verdedigbaar zijn en een bepaalde omvang hebben. In de praktijk betekende dat dat er een slotgracht moest zijn. Na de afzwering van Philips II werden alleen nog gereformeerde havezate bezitters toegelaten. De ridderschap vormde samen met de steden (hoofdstad Zutphen en de kleine steden Doesburg, Doetinchem, Lochem en Groenlo) het bestuur van wat men de Staten van het kwartier Zutphen noemde.
De heerlijkheid Borculo kende, voordat het in 1616 Gelders werd, een eigen ridderschap. De Ridderschap van Borculo stond de landsheer, de heer van Borculo, bij in het besturen en was een college dat rechtszaken in hoger beroep behandelde. De ten zuiden van de Achterhoek gelegen heerlijkheid, later graafschap, Bergh heeft ook een eigen ridderschap gehad. De Borculose ridders werd de toegang tot de Zutphense ridderschap ontzegd.
In Spaans en Oostenrijks Gelre bestond tussen 1543 en 1795 een ridderschap. De edelen moesten over een "huis met voorhof" of over jachtrechten beschikken en uiteraard katholiek zijn. Lange tijd hebben de baanderheren ook hier een college met een derde stem in de Staten gevormd.
De verovering door Frankrijk in 1795 maakte een einde aan Oostenrijks Gelre dat rond Roermond lag. Desondanks werd nog op 29 maart 1800 een lid in de nu machteloze en overbodige ridderschap opgenomen.

### Groningen en de Ommelanden
De Ridderschap van Groningen en de Ommelanden bestond uit de weinige Groningse edelen. In de Statenvergadering van de Ommelanden - Stad en Land werden pas door Maurits gedwongen om samen te gaan - had de ridderschap merkwaardig genoeg géén stem gehad.

### Holland en West-Friesland

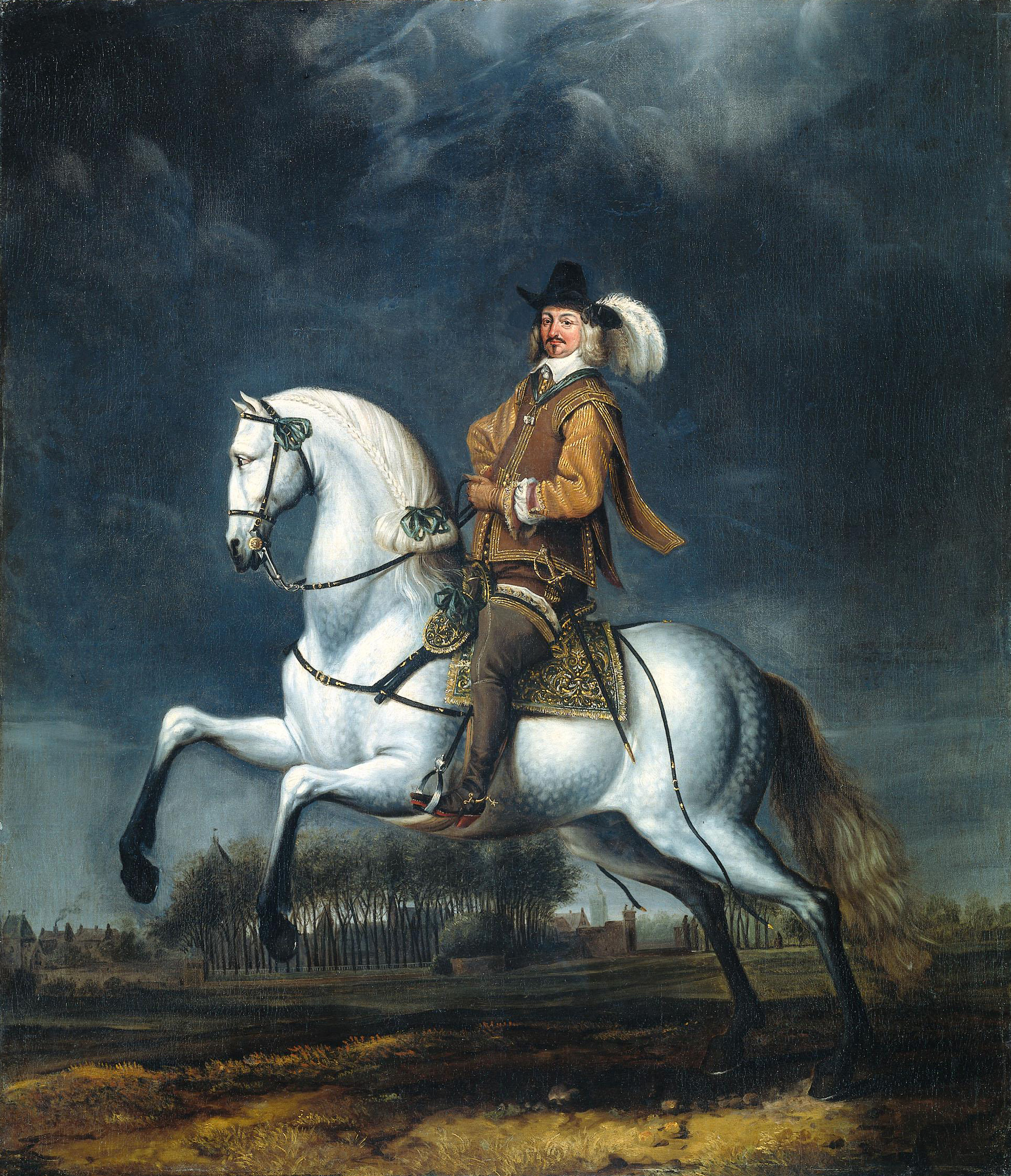
Johan Wolfert graaf van Brederode, eerste edele van de Ridderschap van Holland

De Ridderschap van Holland als instituut ontstond in het midden van de veertiende eeuw. Hij kwam voort uit de grafelijke raad. In de Zoen van Woudrichem uit 1419 werd voor het eerst oorkondelijk gesproken van "de ridderscap van Hollant ende van Zeelant". De ridderschap bestond uit de baanderheren (barones), de ridders (milites) en knapen (armigeri). Het was een klein gezelschap edelen: de opstand tegen graaf Floris V van Holland en de Hoekse en Kabeljauwse twisten hebben het einde betekend van vele adellijke geslachten en in de tijd van Karel V waren er niet meer dan twaalf Hollandse leden van de ridderschap die naar de Staten ter dagvaart gingen. In 1742 waren er nog slechts zeven edelen in de ridderschap.
De ridderschap had één stem in de Staten van Holland, evenals de afzonderlijke achttien stemhebbende steden, ongeacht hoeveel edelen daadwerkelijk aanwezig waren bij de vergaderingen. De ridderschap werd geacht de niet-stemmende steden en het platteland van Holland te vertegenwoordigen bij deze vergaderingen, en bracht als eerste zijn stem uit. De raadpensionaris van de Staten van Holland (tot 1619 landsadvocaat genoemd) zat de vergaderingen van de Staten van Holland voor, bepaalde de agenda en nam de stemmen op. Tevens adviseerde hij de ridderschap. Vanaf 1672 werd deze laatste relatie geformaliseerd en fungeerde de raadpensionaris tevens als pensionaris van de edelen. Dit kwam er in de praktijk op neer dat een door de Staten gekozen raadpensionaris tevens door het oudste lid van de ridderschap werd aangezocht als pensionaris, en als zodanig namens de ridderschap stemde bij de vergaderingen van de Staten. Deze "dubbelfunctie" van de raadpensionaris betekende dat de ridderschap een relatief grote invloed in het bestuur had ondanks het feit dat zij maar één stem had tegenover de achttien stemmen van de steden. Daarnaast moesten belangrijke besluiten met eenparigheid van stemmen worden genomen, wat de ridderschap ook een aanzienlijke invloed verschafte.

### Overijssel

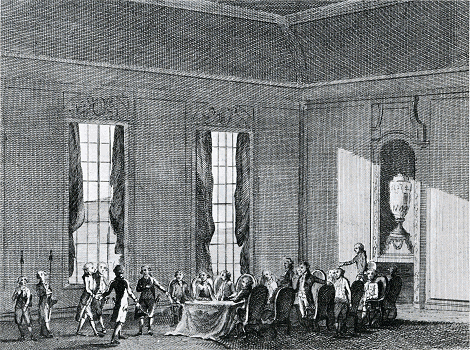
Anonieme ets: De re-admissie (hertoelating) van Joan Derk van der Capellen in de vergadering van ridderschap en steden van "Overijsel" op 1 november 1782

In Overijssel had de ridderschap in de Gedeputeerde Staten met drie stemmen (Salland, Twente en Vollenhove) evenveel stemmen als de drie Overijsselse steden Zwolle, Deventer en Kampen. Het was niet ongebruikelijk dat enkele leden van de ridderschap met de steden samenwerkten.
Namens Overijssel kozen beurtelings de ridderschap namens de drie plattelandskwartieren en de drie steden voor drie jaar gedeputeerden in de belangrijke Admiraliteit van Rotterdam dat ook wel 'Admiraliteitscollege van de Maeze' werd genoemd.

### Utrecht
De oudst bekende oorkonde waarin de Ridderschap van Utrecht wordt vermeld dateert van 24 augustus 1426. In Utrecht, deel van het "Sticht" was de adel machtig geworden ten koste van het gezag van de bisschop (zie ook: Stichtse Landbrief). De ridderschap werd deel in de Staten van Utrecht.
Adeldom en het bezit van een ridderhofstad gaven toegang tot de Ridderschap van Utrecht. Na de reformatie moest men ook gereformeerd zijn.

### Zeeland
De Ridderschap van Zeeland bestond in de 15e eeuw uit ambachtsheren. Onder de heren was de prelaat, dat was de abt, later de bisschop van Middelburg, de voornaamste als ambachtsheer van Oostkapelle. Er waren ook enkele voorname edelen. Een college van "prelaat en edelen" vormde in de 15e eeuw met de gedeputeerde van de stad Middelburg een regeringsraad.
Na 1572 werd de ridderschap in de Statenvergadering vervangen door de eerste edele. Dat was de markies van Veere en Vlissingen. Een titel die door Willem van Oranje en zijn opvolgers werd gedragen. De vijf steden hadden evenzovele stemmen.

## Koninkrijk der Nederlanden
Na 1813 benoemde de soevereine vorst, de latere koning Willem I der Nederlanden, een groot aantal edelen om de in de grondwet van dat jaar ingestelde ridderschappen te vullen. In de Noordelijke Nederlanden waren nog maar weinig adellijke geslachten voorhanden terwijl in de Zuidelijke Nederlanden honderden oeradellijke en door de Spaanse en Oostenrijkse koningen in de adelstand verheven families leefden. De verheffingen in de noordelijke provincies moesten de balans herstellen.
De ridderschapsleden kozen na enige tijd de leden van de Provinciale Staten waarin hun vertegenwoordigers ieder individueel stemgerechtigd waren en ook de leden van de Eerste Kamer en Gedeputeerde Staten mochten kiezen. De macht van de adel was in het Koninkrijk dus groter dan in de oude republiek waar de edelen vaak maar een stem, of geen stem, in de destijds machtige Statenvergadering bezaten. De macht van de nieuwe Provinciale Staten was door de grondwetten van 1813 en 1815 sterk beperkt.
De Provinciale Staten vormden in theorie het hoogste bestuursorgaan in de provincie, maar in de praktijk van het autoritaire koninkrijk van Willem I waren hun taken en bevoegdheden gering. Zij bekrachtigden als het gevraagd werd de beslissingen van gouverneur en Gedeputeerde Staten. Hun voornaamste werkzaamheid was het verkiezen van gedeputeerden en Tweede Kamerleden. Terwijl de Provinciale Staten slechts enkele dagen per jaar vergaderden werd het dagelijks bestuur gevormd door de Gedeputeerde Staten met de gouverneur als voorzitter. De door de koning benoemde gouverneur hield zich bezig met het bestuur en de benoemingen, de gedeputeerden waren vooral belast met de administratie en de financiën van de provincie.
De kiescolleges voor de indirecte verkiezing van leden van de Tweede Kamer der Staten-Generaal werden ook gedeeltelijk uit de ridderschappen samengesteld.
Bij Soeverein Besluit van 28 augustus 1814 werden de eerste reeksen personen in de ridderschappen benoemd. Later volgden benoemingen in Koninklijke Besluiten. Men kon, anders dan in de republiek het geval was geweest, in het koninkrijk slechts van één ridderschap lid zijn.

### Drenthe
In Drenthe kozen de leden van de ridderschap vier van de vierentwintig leden van de Provinciale Staten.

### Friesland
In Friesland werd pas in 1826 een ridderschap ingesteld en deze heeft dus maar 24 jaar bestaan. De vereniging "Ridderschap van Fryslân" ziet zich als opvolger van de oude "Ridderschap van Vriesland". In Friesland heeft de adel geen grote rol gespeeld. Na de verhuizing van het stadhouderlijk hof naar 's-Gravenhage in 1747 waren veel edelen uit Friesland weggetrokken.
Van 1815 tot 1825 had Friesland een ander bestuurssysteem dan de andere provincies. Een kleine groep invloedrijke Friese edelen onder aanvoering van Idsert Aebinga van Humalda bewerkte de koning en wist gedaan te krijgen dat de grietenijen in een aangepaste vorm bleven bestaan. Zij pleitten voor het zo veel mogelijk behouden van de 18e-eeuwse bestuursvormen en betoogden dat de dertig grietmannen volgens de traditie recht zouden hebben op een zetel in de Statenvergadering. Zij zouden ook in de Staten-Generaal gekozen moeten kunnen worden. Nieuw zou zijn dat de koning de grietman mocht benoemen.
De Friese Staten kregen 85 leden. De gouverneur, 30 edelen, 22 afgevaardigden van de elf Friese steden, 30 in de grietenijen gekozen vertegenwoordiger van de "landelijke stand", Ameland en Schiermonnikoog kozen een edelman of een eigenerfde.
In de grietenijen kozen de kiezers die voor iedere dertig gulden over het grondbezit betaalde belasting een stem kregen een kandidaat uit de adel en een kandidaat uit de eigenerfden. Er waren grootgrondbezitters met 89 stemmen maar ook honderden stemmen in één hand zoals bij baron Collot d'Escury met zijn zestig boerderijen en Jhr. van Swinderen die een groot deel van Gaasterland bezat.
Omdat de dertig of tweeëndertig edelen door het – bescheiden - electoraat volgens censuskiesrecht gekozen werden was er geen behoefte aan een ridderschap als instelling. Gouverneur Aebinga liet in 1815 aan de koning weten dat er, anders dan in bijvoorbeeld Zeeland, geen behoefte was aan een reglement. De zeer zelfbewuste Friese edelen wensten ook niet van een koning afhankelijk te zijn: was hun adeldom geen uitvloeisel van de "Friese vrijheid" en waren hun geslachten niet oeradellijk? Zij hadden de koningen niet van node. Macht was aan grondbezit verbonden en daarvan bezat de adel voldoende om niet op de Oranjes en hun gunst te hoeven bouwen.
De Haagse bureaucratie wenste het bestuur van de Nederlanden te unificeren en drong voortdurend bij de koning aan op wijziging van de afwijkende Friese staatsinrichting. De gouverneur werkte tegen maar verloor het pleit. In 1825 werd het bestuursreglement voor Friesland door de koning eigenmachtig gewijzigd. Er zouden nu namens de steden en het platteland tweemaal zesentwintig Statenleden zijn die getrapt werden gekozen.
Om ook achttien edelen in de Staten te kiezen moest nu ook een "Ridderschap van Vriesland" worden ingesteld. De koning bepaalde dat de 77 door hem benoemde leden in februari 1825 onder voorzitterschap van Jhr. Idzerd Aebinga van Humalda in Leeuwarden bijeen moesten komen. De gouverneur moest er op toezien dat zij "zich van alle deliberatiën over het algemeen bestuur" zouden onthouden.
Zij mochten een eed afleggen en kiezen. Daarmee was de kous af. De helft van de opgeroepen edelen is noch op deze, noch op latere vergaderingen ooit verschenen.
Een van de Friese edelen, Jhr. Louis Waubert de Puiseau hield een redevoering in het Frans maar de voorzitter liet weten dat hij daar, al was het uiteraard niet verboden, "overwegende bezwaren" tegen had. De Friese taal werd op de vergaderingen nooit gebruikt.
De leden moesten twee jaar in Friesland hebben gewoond, 23 jaar oud en van Nederlandse adel zijn. Een onbezwaard bezit van 10.000 gulden aan onroerend goed in Friesland was een vereiste, maar ook een rente van 1500 gulden uit het Grootboek van de Nationale Schuld, daarvoor moest voor 60.000 gulden zijn ingetekend of een bezit van 5000 gulden aan vaste goederen en een vaste rente van 750 gulden per jaar voldeden.
De meeste Friese edelen, en in ieder geval de gezinshoofden, waren vermogend zodat 105 edellieden tot de ridderschap van Vriesland konden toetreden. Soms vertrouwden de gezeten edelen de door een aspirant-lid gepresenteerde balans niet. De jonge edellieden Johan Inuphrius baron thoe Schwarzenberg en Hohenlansberg en Henri baron thoe Schwarzenberg en Hohenlansberg werden ondanks een ingeleverde balans geweigerd, omdat hun vaders nog in leven waren. De ridderschap vertrouwde de opgegeven balans niet en meende dat de vader de vermogens van zijn zoons met kunstgrepen had vergroot.
De edelen waren geenszins eensgezind. Tussen de jongere edelen die meestal een rechtenstudie hadden afgemaakt en liberaal gezind waren en hun oudere en vaak conservatieve collegae waren spanningen merkbaar. Daarover mocht in de ridderschap niet worden gedebatteerd maar voordat een opengevallen plek in de Staten kon worden ingevuld moesten er soms meerdere stemronden plaatsvinden. De jonge edelen waren vaak voor een moderne democratische grondwet waarin hun rol beperkt werd.
In 1850 kwamen de 64 leden uit 26 adellijke geslachten voor het laatst bijeen. Van hen waren 32 door Willem I en Willem II in de adelstand verheven. In 1869 ging een initiatief om de Ridderschap van Vriesland nieuw leven in te blazen uit van vader en zoon baron van Breugel. Een meerderheid van de veertig leden steunde het voorstel, maar zij kwamen pas in 1885 onder voorzitterschap van Jhr. Jan Anne Lycklama à Nijenholt (1809-1891) bijeen. De buitenstaander Lycklama had de tegenwerking van de oude secretaris van de ridderschap, jhr. F.J.J. van Eysinga, moeten overwinnen die zeer legalistisch redeneerde en met de bepalingen uit 1826 in de hand beweerde dat alleen de – overleden - voorzitter of het oudste lid als zijn plaatsvervanger het recht had om de Friesche ridderschap bijeen te roepen.
Ondanks de inspanningen leidde de bijeenkomst van de niet meer dan zes edellieden niet tot het gehoopte resultaat. In 1852 werd de kas die voor liefdadige doelen in eigen kring bedoeld was aan het Friesch Genootschap geschonken.
Pas onlangs werd weer een vereniging van Friese edellieden, nu "De Ridderschap Van Fryslân" geheten, opgericht.

### Gelderland
In Gelderland koos de ridderschap dertig van de negentig leden van Provinciale Staten. De invloedrijke edelen lieten zich ook op andere manieren in de Statenvergadering kiezen want in 1850 waren vijfenveertig edelen lid van Provinciale Staten.

### Holland
In 1813 werd Holland weer een provincie in het Koninkrijk der Nederlanden. De ridderschap koos veertien van de negentig leden. Om de dominantie van het gewest Holland te verminderen werd de provincie in 1840, bij het aftreden van koning Willem I, zéér tegen haar zin gesplitst in de provincies Noord-Holland en Zuid-Holland. De splitsing had ook consequenties voor de ridderschap. Nu ontstonden voor de duur van tien jaar de Ridderschap van Noord-Holland en de Ridderschap van Zuid-Holland. De Statenvergadering kreeg vijfenveertig leden en de twee nieuwe ridderschappen mochten ieder zeven leden aanwijzen. In 1850 verloren alle ridderschappen hun status als openbaar lichaam door de invoering van de Provinciewet.
In 2017 werd de Ridderschap van Holland opnieuw opgericht als een platform voor hedendaagse edelen uit oude Hollandse en West-Friese geslachten, die een belangrijke rol hebben gespeeld in de bloei van de grote Hollandse steden. De vereniging heeft als doel de onderlinge verbondenheid tussen deze adellijke families te herstellen en de Hollandse regentencultuur te behouden.

### Limburg
In Limburg koos de ridderschap leden van de Provinciale Staten.

### Noord-Brabant
De leden van de Ridderschap van Noord-Brabant kozen negen van de tweeënvijftig leden van de Provinciale Staten.

### Overijssel
In Overijssel kozen de leden van de ridderschap eenentwintig van de drieënzestig leden van de Provinciale Staten.

### Utrecht

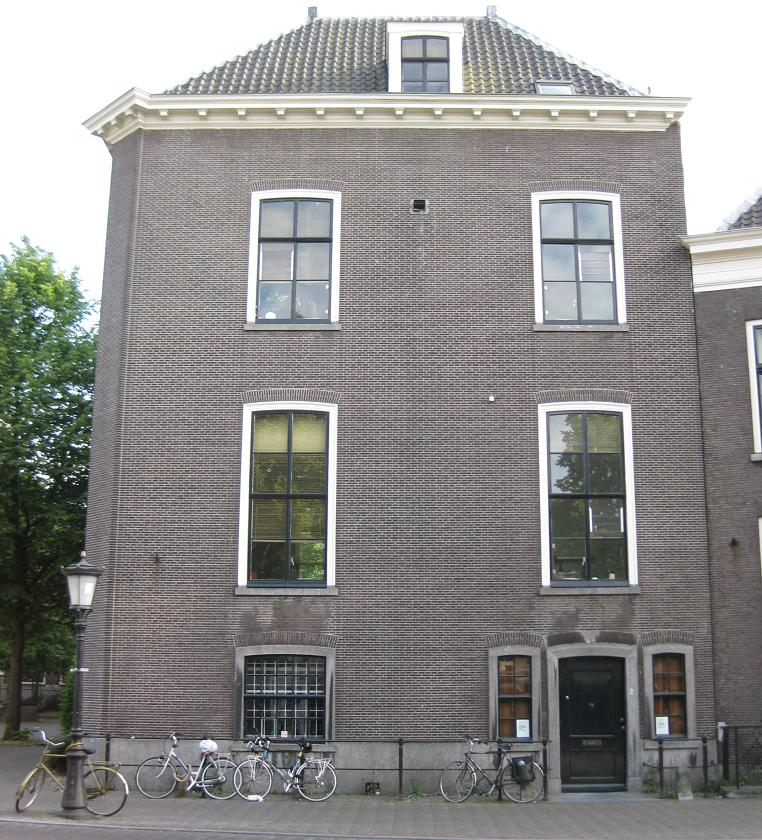
Ridderschapshuis aan het Janskerkhof te Utrecht

In Utrecht kozen de leden van de ridderschap twaalf van de zesendertig leden van de Provinciale Staten. In 1850 werd ook de Ridderschap van Utrecht als publiekrechtelijke organisatie ontbonden. De oude corporatie kreeg een nieuwe vorm door de oprichting, onder dezelfde naam, van een privaatrechtelijk "zedelijk lichaam", men zou nu van een vereniging spreken, op 1 september 1851. Naast het onderhouden van de onderlinge contacten was de doelstelling gericht op het verlenen van geldelijke bijstand aan onvermogende leden, weduwen en kinderen van leden. In Utrecht woonden en wonen veel edellieden.
Op 29 mei 1880 werd de ridderschap opnieuw opgeheven met verdeling van het vermogen onder de leden. Door toelating van een te gering aantal nieuwe leden dreigde het bezit van de ridderschap in één hand te komen. Maar deze opheffing was van korte duur. Op 17 juli van datzelfde jaar besloten 23 voormalige leden zich opnieuw te verenigen en stichtten de nog steeds actieve vereniging "Ridderschap van Utrecht" op.

### Zeeland
Van 1816 tot 1850 was er voor het eerst sinds 1572 een ridderschap in Zeeland. Zeeland kende eeuwenlang geen ridderschap en had geen adelstand van betekenis. Net als Friesland werd in Zeeland in 1814 bij de nieuwe bestuurlijke inrichting van Nederland geen ridderschap ingesteld, maar werden edelen benoemd. Als edelen in Zeeland werden bij Soeverein Besluit van 28 augustus 1814 nr. 14 11 personen benoemd, tot 1816 volgden nog 16 personen. In 1816 werd ook in Zeeland een ridderschap ingesteld.
Tussen 1819 en 1843 werden 20 personen toegelaten. Bij het formeel eindigen van de staatsrechtelijke functie van de ridderschappen in 1850 waren in Zeeland nog 13 leden in leven. Zij kozen zes van de vierenveertig leden van de Provinciale Staten.

### Zuidelijke Nederlanden
Ook in de met de Noordelijke Nederlanden herenigde Zuidelijke Nederlanden bestond in iedere provincie een ridderschap. Ze werden na de Belgische Omwenteling in 1830 ontbonden.
In Limburg gold een complicatie. De westelijke helft van de provincie werd Belgisch en veel edellieden hadden zich bij de opstand aangesloten. Als Belgisch onderdaan verloren zij het recht om in de vergaderingen van de Limburgse ridderschap te verschijnen.
Het koninkrijk België kreeg een modernere grondwet waarin de adel geen bijzondere rol in het bestuur kreeg opgedragen. Een ridderschap van de Belgische provincie Limburg heeft dan ook nooit bestaan.

## Het lidmaatschap van de ridderschappen

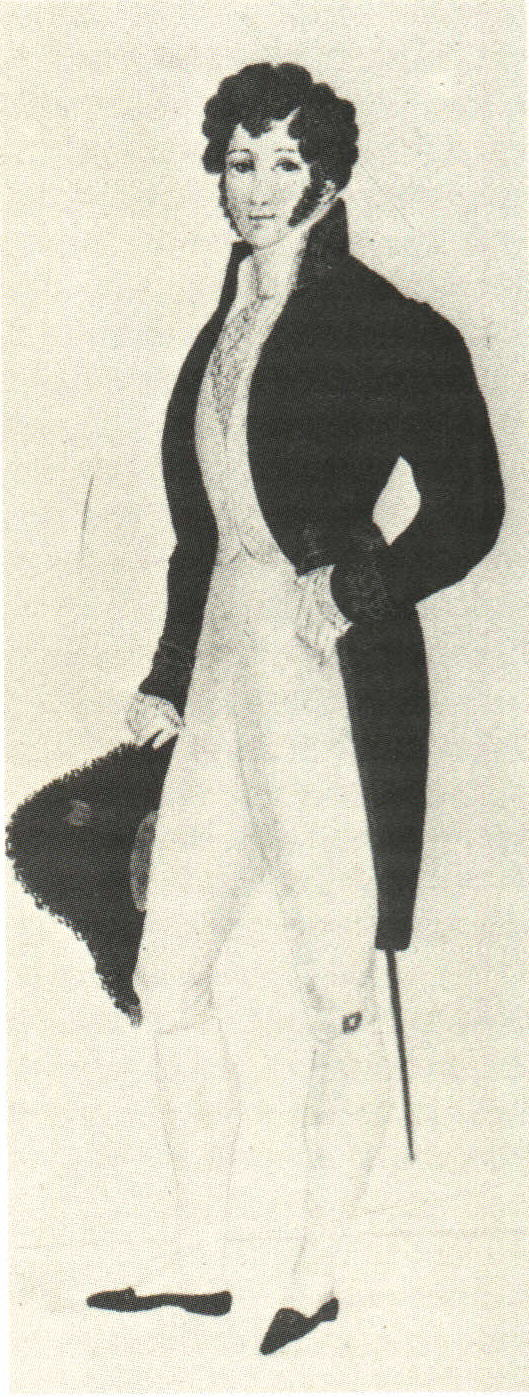
Groot kostuum zoals dat in Friesland voorgeschreven was bij de ridderschap

Benoeming in de ridderschap betekende verlening van adeldom. Het Soeverein Besluit van 13 februari 1815 over de ridderschappen luidde: "tot de adel zullen worden gerekend zij, die tot het in werking treden van de reglementen op de Ridderschappen door de Soevereine Vorst daarin zijn of worden benoemd alsmede allen die door de Soevereine Vorst worden erkend, ingelijfd of verheven in de adel". Op 30 maart 1815 kwamen de ridderschappen voor het eerst bijeen nadat de voorbereidende werkzaamheden zoals het vaststellen van reglementen waren afgerond. Onmiddellijk na de eerste bijeenkomst van edelen in Zeeland besloten deze vergunning te vragen om als ridderschap te fungeren, zoals in de andere provincies. De Ridderschap van Zeeland werd op hun verzoek bij Koninklijk Besluit van 25 juni 1816 nr. 70 ingesteld. Friesland volgde als laatste provincie in 1825.
De in 1814 in de ridderschappen benoemden zijn, zo bepaalde de Soevereine Vorst, van adel. Later, toen de gehele administratieve procedure op gang was gekomen en diploma’s werden verleend aan de geadelden, kon men deze eerste groep moeilijk alsnog een kostbaar diploma laten lichten bij de Hoge Raad van Adel. Aan deze riddermatigen werd daarom als afronding van de administratieve procedure een "akte van bewijs" uitgereikt.
De riddermatige Nederlandse adel, de families die sinds 1579 al deel van de ridderschappen waren, werd lid van de ridderschap op basis van erkenning als oeradel of briefadel.
Na 1815 en de inwerkingtreding van de nodige colleges en regels liep de normale procedure: verlening, homologatie of erkenning van adeldom bij Koninklijk Besluit, gevolgd door toelating in een ridderschap. Deze nobilitatie werd niet altijd gevolgd door admissie, wederom in een Koninklijk Besluit, in een van de ridderschappen al had iedereen die in de adelstand was opgenomen volgens artikel 43 van de Grondwet van 1815 het recht om in de ridderschap van zijn provincie te worden toegelaten. Er werden zekere eisen van welstand gesteld. Verarmde edellieden en jonge adellijke officieren met een laag inkomen werden zo buiten de regeringszaken gehouden.
Het voorgeschreven uniform of "kostuum" was kostbaar. Na 1834 was er een bij reglement vastgesteld groot kostuum en een klein kostuum. Het groot kostuum bestond uit een donkerblauwe met witte zijde gevoerde rok met negen vergulde knopen waarop het wapen van de provincie was gegraveerd. De rokjas had een met gouddraad geborduurde kraag. Verder droeg men wit "ondergoed" waarmee vest, hemd, das, broek en kousen zijn bedoeld, een degen met verguld gevest en een driekanten hoed met zwarte pluim, gouden lis en knoop. Het klein kostuum was eenvoudiger uitgevoerd.

## Einde van de staatsrechtelijke rol
De grondwetsherziening van Thorbecke maakte in 1848 een einde aan de staatsrechtelijk vastgelegde standenmaatschappij en de aristocratische rol in het Nederlands bestel. De ridderschappen van Zuid-Holland, Zeeland, Groningen, Drenthe en Friesland stopten met vergaderen en alle activiteiten werden gestaakt. Andere ridderschappen bleven bestaan en een aantal nam ook nieuwe leden aan. Sommige ridderschappen leven nu voort als verenigingen die de geschiedenis bestuderen en bijeenkomsten houden voor de, nog steeds uitsluitend adellijke, leden.
In vier provincies in Nederland zijn de ridderschappen na 1850 als particuliere verenigingen blijven voortbestaan. Op 16 december 1998 is de ridderschap in Friesland opnieuw opgericht onder de naam 'Stichting de Friese Ridderschap'. Er volgde voorts oprichting van de nieuwe, private Ridderschap van Zeeland, die had bestaan van 1816 tot 1850, maar toen was ontbonden. Op 22 september 2012 werd ook de Ridderschap van Groningen opnieuw opgericht. Op 13 juni 2017 werd de Ridderschap van Holland opgericht.